# 赫兰 (阿拉巴马州)
赫兰（英文：Headland），是美国阿拉巴马州下属的一座城市。面积约为30.28平方英里（约合78.43平方公里）。根据2010年美国人口普查，该市有人口4,510人，人口密度为148.92/平方英里（约合57.5/平方公里）。